# IAR-80
Die IAR-80 war ein rumänisches einmotoriges Jagdflugzeug aus dem Zweiten Weltkrieg. Es existierte auch eine Ausführung als Sturzkampfbombenflugzeug mit der Bezeichnung IAR-81.

## Geschichte
Der Konstrukteur Ion Grosu orientierte sich bei der Entwicklung am polnischen Jäger PZL P.24, der in Rumänien in Lizenz gebaut wurde. Von diesem übernahm er die Heckpartie und die Triebwerksaufhängung. Ein auffälliges Merkmal war die Verwendung eines nicht sehr zeitgemäßen Hecksporns, der auch bei den späteren Serien beibehalten wurde. Die Tragflächen waren in Tiefdeckerkonfiguration freitragend am Rumpf befestigt. Das Fahrwerk war einziehbar und besaß eine große Spurbreite. Als Antrieb diente ein Sternmotor K.14-III.
Im April 1939 ging die IAR-80 mit dem Piloten Dumitru Popescu in die Erprobung, die Produktion begann im Frühjahr 1940. Die Serienexemplare erhielten gegenüber dem Prototyp eine freitragende Höhenflosse, eine nach hinten verschiebbare Cockpithaube sowie ein leistungsstärkeres K.14-1000A-Triebwerk. Es entstanden mehrere Versionen, die sich voneinander hauptsächlich durch die unterschiedliche Bewaffnung unterschieden. Der Sturzkampfbomber IAR-81 besaß vier Aufhängungen für 50-kg-Bomben unter den Tragflächen sowie eine unter dem Rumpf für eine 225-kg-Bombe und war insgesamt verstärkt worden. Insgesamt wurden bis 1944 436 Stück gebaut.
Zum Einsatz gelangte die IAR-80/81 beim Krieg gegen die Sowjetunion. 1942 waren vier in der Ukraine kämpfende Eskadrile (Staffeln) mit dem Typ ausgerüstet. Ab 1943 wurden sämtliche Flugzeuge von der Front abgezogen und zum Schutz der rumänischen Ploiești-Ölfelder vor alliierten Luftangriffen eingesetzt.
Hier kam es am 10. Juni 1944 zu ihrem erfolgreichsten und bekanntesten Einsatz, als 46 P-38 Lightning der 82nd Fighter Group, eskortiert von weiteren 48 P-38 der First Fighter Group, die Ploiești-Ölfelder angriffen und von 56 IAR-80/81 abgefangen wurden. Bei fünf rumänischen Verlusten wurden 23 der US-amerikanischen Flugzeuge abgeschossen.
Nach dem Krieg übernahm die neue sozialistische Regierung die noch vorhandenen IAR-80 und 81. Diese erhielten ein zweites Cockpit und Doppelsteuerung und wurden bis Anfang der 1950er-Jahre zur Pilotenschulung verwendet.

## Varianten
| Bezeichnung | Merkmale |
| IAR-80      | Erstes Serienlos, ausgerüstet mit vier 7,92-mm-MG Browning FN in den Tragflächen. |
| IAR-80A     | Ausführung mit sechs Browning-MG 7,92 mm in den Tragflächen. Es wurden 90 Stück gebaut |
| IAR-80B     | Variante mit vier 7,92-mm- und zwei 13,2-mm-Browning-MG; in 30 Exemplaren produziert. |
| IAR-81      | Erste Serienausführung als Sturzkampfbomber mit sechs 7,92-mm-Browning-MG in den Tragflächen, einer Rumpfaußenaufhängung für eine 225-kg-Bombe sowie vier Unterflügelstationen für je eine 50-kg-Bombe. Hergestellt wurden 50 Stück.  |
| IAR-81A     | Version mit vier 7,92-mm- und zwei 13,2-mm-MG sowie den Außenaufhängungen wie bei der IAR-81. |
| IAR-81B     | Stärker bewaffnete Ausführung mit vier 7,92-mm-MG sowie zwei 20-mm-Kanonen MG FF. Zur Vergrößerung der Reichweite konnten unter den Tragflächen zwei abwerfbare Kraftstoffbehälter mitgeführt werden. Produziert wurden 50 Flugzeuge. |
| IAR-81C     | Sturzkampfvariante mit vier 7,92-mm-MG, zwei 20-mm-Kanonen MG 151/20 und Bombenlast wie bei der IAR-80, etwa 137 Stück gebaut. |
| IAR-80DC    | Nach Kriegsende umgerüstete IAR-80/81 mit zweiter Kabine und Doppelsteuerung. |

## Militärische Nutzer
Rumänien

## Technische Daten

Dreiseitenriss

| Kenngröße             | Daten (IAR-80)                                                |
| --------------------- | ------------------------------------------------------------- |
| Konstrukteur          | Ion Grossu                                                    |
| Besatzung             | 1                                                             |
| Länge                 | 8,90 m                                                        |
| Spannweite            | 10,50 m                                                       |
| Höhe                  | 3,60 m                                                        |
| Flügelfläche          | 15,97 m²                                                      |
| Flügelstreckung       | 6,9                                                           |
| Leermasse             | 1780 kg                                                       |
| Startmasse            | 2550 kg                                                       |
| Höchstgeschwindigkeit | 550 km/h in 3970 m Höhe                                       |
| Dienstgipfelhöhe      | 10.500 m                                                      |
| Reichweite            | 940 km                                                        |
| Triebwerke            | ein luftgekühlter 14-Zylinder-Doppelsternmotor IAR K.14-1000A |
| Leistung              | 764 kW (1025 PS)                                              |
| Bewaffnung            | 4–6 MGs oder Kanonen (siehe Varianten)                        |
| Abwurfmunition        | bis 425 kg Bomben (siehe Varianten)                           |